# 花椒の味
『花椒（ホアジャオ）の味』（ホアジャオのあじ、原題: 花椒之味）は、ヘイワード・マック監督による2019年の香港映画。
原作は張小嫻（エイミー・チャン）の小説『我的愛如此麻辣』。

## 概要
父の死をきっかけに出会った異母姉妹3人の人間ドラマである。原作小説はラブストーリーだが、映画では火鍋屋のエピソードを膨らませて、3姉妹を軸とした家族の物語にしている。

## あらすじ
香港の会社員ユーシューは、父が倒れたという連絡を受け、病院にかけつけるが、父はすでに亡くなっていった。葬儀の日、台北から来たルージーと重慶から来たルーグオの異母妹二人がやって来て、ユーシューと初めて出会う。3人はすぐに打ち解けて仲良くなる。大坑にある父が遺した火鍋店の賃貸契約が1年残っているので、ユーシューは、店を継ぐことを決意する。父はレシピを残さなかったので、客から味が変わったと言われてしまうが、再び香港に来た妹二人と試行錯誤し、もとの繁盛店にもどすことに成功する。父の死から1年がたち、店の賃貸契約が切れる頃、大坑の祭りの中でユーシューはは父の幻影を見る。父に向って思いを伝えたユーシューは満足し火鍋店をたたむのだった。

## キャスト
- ユーシュー - サミー・チェン
- ルージー　- メーガン・ライ
- ルーグオ - リー・シャオフェン
- ジャン・ヤーリン - リウ・ルイチー
- リウ・ファン - ウー・イエンシュー
- チョイ・ホーサン - リッチー・レン
- ハー・リョン - ケニー・ビー
- クォック・ティンヤン - アンディ・ラウ

## スタッフ
- 監督 - ヘイワード・マック
- 脚本 - ヘイワード・マック
- 編集 - ヘイワード・マック、チョン・シウホン
- 撮影 - イップ・シウケイ、ハリー・リー・チクヘイ
- 美術 - チャン・シウホン
- 照明 - チャン・ワイミン
- 録音 - アンガス・マック・チオン
- 音楽 - 波多野裕介
- 製作 - アン・ホイ、ジュリア・チュー

## 受賞
第39回香港電影金像奨でチャン・シウホンが最優秀美術指導賞を受賞した。